# Eublemma jucunda
Eublemma jucunda är en fjärilsart som beskrevs av Jacob Hübner 1818. Eublemma jucunda ingår i släktet Eublemma och familjen nattflyn. Inga underarter finns listade i Catalogue of Life.